# Pharrell Trainor
Pharrell Trainor, né le 20 juin 2006 à Bowral en Australie, est un footballeur international samoan qui évolue au poste d'attaquant au TSV Schott Mainz.

## Biographie

### Jeunesse et formation
Né en Australie, il est d'origine samoane. Sa famille est originaire du village de Magiagi Tai et il est le neveu de Satiu Simativa Perese, juge en chef des Samoa.
Au début de la saison 2021, Pharrell Trainor passe des Charlestown Azzurri aux moins de 15 ans de Valentine Eleebana. En juillet 2021, il est sélectionné pour représenter la Northern NSW Football aux championnats nationaux des jeunes. En septembre de la même année, il est sélectionné pour rejoindre l'académie des Newcastle Jets. Il fait partie des moins de 18 ans des Jets lors de la FNSW Boys Youth League One en février 2023. En octobre 2023, il rejoint le Viktoria 06 Griesheim en Allemagne. Lors du mercato estival de 2024, il signe un contrat d'un an avec le TSV Schott Mainz.

### En équipe nationale
Il est sélectionné comme capitaine des moins de 17 ans lors du Championnat des moins de 17 ans de l'OFC en 2023. Il inscrit quatre buts lors d'une victoire contre les Tonga, permettant aux Samoa de se qualifier pour la phase à élimination directe,. Lui ainsi que plusieurs autres jeunes joueurs font leurs débuts internationaux le 17 novembre 2023, lors d'une défaite 1-0 contre les Îles Salomon aux Jeux du Pacifique 2023. Lors du match suivant, il transforme un penalty lors d'une victoire 10-0 contre les Samoa américaines.
En juin 2024, il figure dans la liste des 23 joueurs samoans retenus par Ryan Stewart pour participer à la Coupe d'Océanie 2024,,.